# Pediculus
Pediculus — рід вошей, єдиний у родині справжніх вошей (Pediculidae). Представники роду є кровосисними комахами, що паразитують на приматах.

## Види
Рід включає три види:
- Pediculus humanus Linnaeus, 1758 — воша людська, паразит людей;
  - підвид Pediculus humanus humanus — платтяна воша
  - підвид Pediculus humanus capitis — головна воша
- Pediculus schaeffi Fahrenholz, 1910 — паразит шимпанзе;
- Pediculus mjobergi Ferris, 1916 — паразит капуцинів.